# Collada del Corral del Mestre
El Coll del Corral del Mestre és una collada situada a 1.348,6 msnm del municipi de Conca de Dalt, al Pallars Jussà (antic municipi d'Hortoneda de la Conca), a l'àmbit de l'antic poble de Perauba.
És a l'extrem nord-est del Clot del Corral del Mestre, a la carena del contrafort nord-oest de la Serra del Pi, al damunt, sud-oest, de la Feixa de Viu.